# 伊藤源太
伊藤 源太（いとう げんた、1971年5月25日 - ）は、NHKの元シニアアナウンサー、管理職。

## 人物
富山県立高岡高等学校を経て早稲田大学政治経済学部卒業後、1994年入局。NHKでは、秋野由美子が同郷かつ高校・NHKにおいて1年先輩にあたる。

## 担当番組・業務
☆は担当中。
金沢放送局時代
- おはよう金沢（不定期）
- 石川県・北陸地方のニュース

熊本放送局時代
- 熊本県のニュース

ラジオセンター時代
東京アナウンス室時代（1度目）（ - 2006年6月）
- ニュース・気象情報（全国）

仙台放送局時代（2006年7月 - 2009年6月）
- 宮城県・東北地方のニュース

富山放送局時代（2009年7月 - 2013年6月）
- 富山発ラジオ深夜便（アンカー、2010年3月26日 - 27日・2011年8月26日 - 27日）
- 富山県のニュース
- 放送部副部長（アナウンス統括）
- ニュース富山人（編集責任者）
- おはよう富山（不定期）
- ニュースとやま845（不定期）
- ニュースとやま645（不定期）
- 富山局制作番組の編集責任者

日本語センター出向時代（1度目）（2013年7月 - 2016年5月）
- 2016年4月の熊本地震発生直後、熊本放送局に応援で派遣され、災害情報を中心にローカルニュースを担当した。

東京アナウンス室時代（2度目）（2016年6月 - 2018年6月）
- 主にデスク業務
- 職員研修
- 各種セミナー講師
- NHK BSニュース
- ラジオニュース

松山放送局時代（2018年7月 - 2022年6月）
- 愛媛県・四国地方のニュース
- えひめ845（不定期）
- おはよう四国（平日・不定期）
- アナウンス統括
- 放送部アナウンス専任部長
- 松山局制作番組の編集責任者

日本語センター・NHK財団出向時代（2度目）（2023年7月 - 2025年6月）
- 各種セミナー講師
- 主にデスク業務

名古屋放送局時代（2025年7月 - ）
- ☆視聴者リレーションセンター管理業務